# Etes
Etes è un comune dell'Ungheria di 1.528 abitanti (dati 2001). È situato nella contea di Nógrád.